# Čёrt s portfelem
Čёrt s portfelem (Чёрт с портфелем) è un film del 1966 diretto da Vladimir Ivanovič Gerasimov.